# Полинове поле
«Полинове поле» — український метал-гурт зі Львова, створений восени 2004 року. Стиль гурту поєднує готичний метал і дум-метал.

## Історія
Перший виступ гурту «Полинове Поле» відбувся 5 лютого 2005 року у Львові.
Навесні 2005 року, створивши перший матеріал, музиканти записали «демо» з чотирьох пісень. У наступні кілька місяців «Полинове Поле» брали участь в концертах і рок-фестивалях у Львові та інших містах заходу України. Фестиваль «Тарас Бульба» 2005 року у Дубно приніс II премію, а «Рокотека» у Львові — перше місце.
В 2006 р. гурт продовжує концертну діяльність і демо-записи, бере участь у фестивалях «Рок Січ», «Тарас Бульба», та великій кількості менших концертів по заходу України.
Після значної зміни складу на початку 2007 року музика «Полинового Поля» дещо змінилась — стала помітно важчою, мелодійнішою, і ближчою до раніше обраного стилю — готичний метал. До гурту приєдналися нові учасники, серед них — солістка Львівської філармонії Маріанна Лаба. Це дозволило вийти на якісно новий рівень написання музики і сценічного виконання.
«Полинове Поле» повертається на сцену вже влітку 2007 року. Наступний рік приносить ще одну важливу перемогу в історії гурту — гран-прі фестивалю «Тарас Бульба — 2008».
До кінця 2008 року продовжується активна концертна діяльність, а з осені року музиканти знову беруться за записи на студії, де створюють перший офіційний реліз — короткотривалий альбом «Чисті Душі».
Навесні 2009 року виходить другий офіційний реліз — повноформатний альбом «На семи вітрах», до котрого увійшли найкращі речі з усіх попередніх років творчості.
Весь 2009 рік продовжується концертна діяльність і написання нового музичного матеріалу. У вересні цього року «Полинове Поле» виступили на найбільшому у Східній Європі готичному фестивалі «Діти Ночі: Чорна Рада». У жовтні починається робота над записом третього, короткотривалого, альбому «Під холодним каменем», котрий було видано в кінці грудня 2009 року.
За період своєї діяльності «Полинове Поле» виступали на одній сцені із такими гуртами, як Вій, ВВ, Inferno, Кому Вниз, Lake of Tears, Cemetery of Scream.
Від початку 2010 року, через творчі розбіжності між музикантами, гурт призупинив діяльність на невизначений термін.
У серпні 2016 року гурт «Полинове Поле» в оновленому складі відновив роботу. Новими учасниками стали Андрій Дивозор (клавішні) і Сергій Владарський (барабани), а Юрій Круп'як змінив мікрофон на свій рідний інструмент — гітару.
21 серпня 2017 року розпочато запис нового матеріалу. Наприкінці листопада 2017 було випущено п'ятитрековий «On The Edge Of The Abyss», котрий було презентовано на живому концерті 2 грудня 2017 року у Львові.
У квітні 2019 року було видано сингл під назвою «Deceptive Reflections». Зведення і мастерінг відбувалися на Morton Studio у Києві.

## Дискографія

### Демо-записи
- 2006 — Полинове поле

### Студійні альбоми
- 2009 — На семи вітрах
- 2017 — On The Edge Of The Abyss

### Міні-альбоми
- 2008 — Чисті душі
- 2010 — Під холодним каменем

### Концертні альбоми
- 2005 — Тарас Бульба-2005

### Сингли
- 2019 — Deceptive Reflections

## Склад гурту

### Сьогоднішній[коли?]склад
- Маріанна Лаба — вокал-сопрано (із 2007)
- Андрій «Джон» Кіндратович — бас-гітара, вокал-гроул, тексти (із 2004)
- Юрій Круп'як — гітара, вокал (із 2007)
- Андрій Дивозор  — клавішні (із 2016)
- Lycane Graven — барабани (із  2018)

### Колишні учасники
- Микола Максименко — гітара (2004—2010)
- Максим Лобзін — гітара (2004—2007)
- Андрій «Руль» Малишев — барабани (2005—2007)
- Андрій Марченко — вокал (2006)
- Вікторія Романова — вокал-сопрано (2005—2006)
- Вадим «Фенікс» Юник — вокал-гроул (2004—2006)
- Олена Андросюк — вокал-сопрано (2004—2005)
- Сергій Красуцький — барабани (2007—2010)
- Олег Рубанов — клавішні (2007—2010)
- Сергій Владарський  — барабани (2016—2018)

### Інтернет-ресурси
- Офіційний вебсайт
- Сторінка на Facebook
- Канал на YouTube
- Сторінка на BandCamp
- Сторінка на SoundCloud
- Сторінка на ReverbNation
- Сторінка на Encyclopaedia Metallum

### Статті, рецензії, інтерв'ю
1. ↑  Polynove Pole. moon.ua. Процитовано 22 лютого 2025.
2. ↑  Полинове поле, Demo 2005
3. ↑  Архівована копія. Архів оригіналу за 6 квітня 2013. Процитовано 20 лютого 2013.{{cite web}}:  Обслуговування CS1: Сторінки з текстом «archived copy» як значення параметру title (посилання)
4. ↑  Розпочалася робота над записом нового релізу
5. ↑  Нехай субкультури асоціюють себе з нами. www.dailymetal.com.ua. Dailymetal. 27 грудня. Процитовано 28 грудня 2017.